# Barajul Shasta
Barajul Shasta (engleză Shasta Dam) este un baraj în arc gravitațional de beton armat purtând numele de identificare National ID No. CA10186. El barează Râul Sacramento, în amonte de Redding, California lângă orașul Shasta Lake și a fost construit între 1938 și 1945.  Întocmai ca Hoover Dam, un alt baraj in arc gravitațional, a fost un proiect în care s-a folosit turnarea continuă a betonului.
Astăzi, barajul Shasta este cotat ca fiind una dintre cele mai inventive construcții de inginerie civilă din lume. Barajul are 183 m înălțime și 1.055 m lungime, cu o bază a cărei grosime este de 165,5 m . Lacul de acumulare creat în spatele barajului este cunoscut ca Lacul Shasta, fiind o zonă de agrement populară pentru canotaj.
Supervisorul întregului proiect, ca și în cazul barajului Hoover a fost remarcabilul inginer hidrotehnician Frank Crowe. 

## Istorie

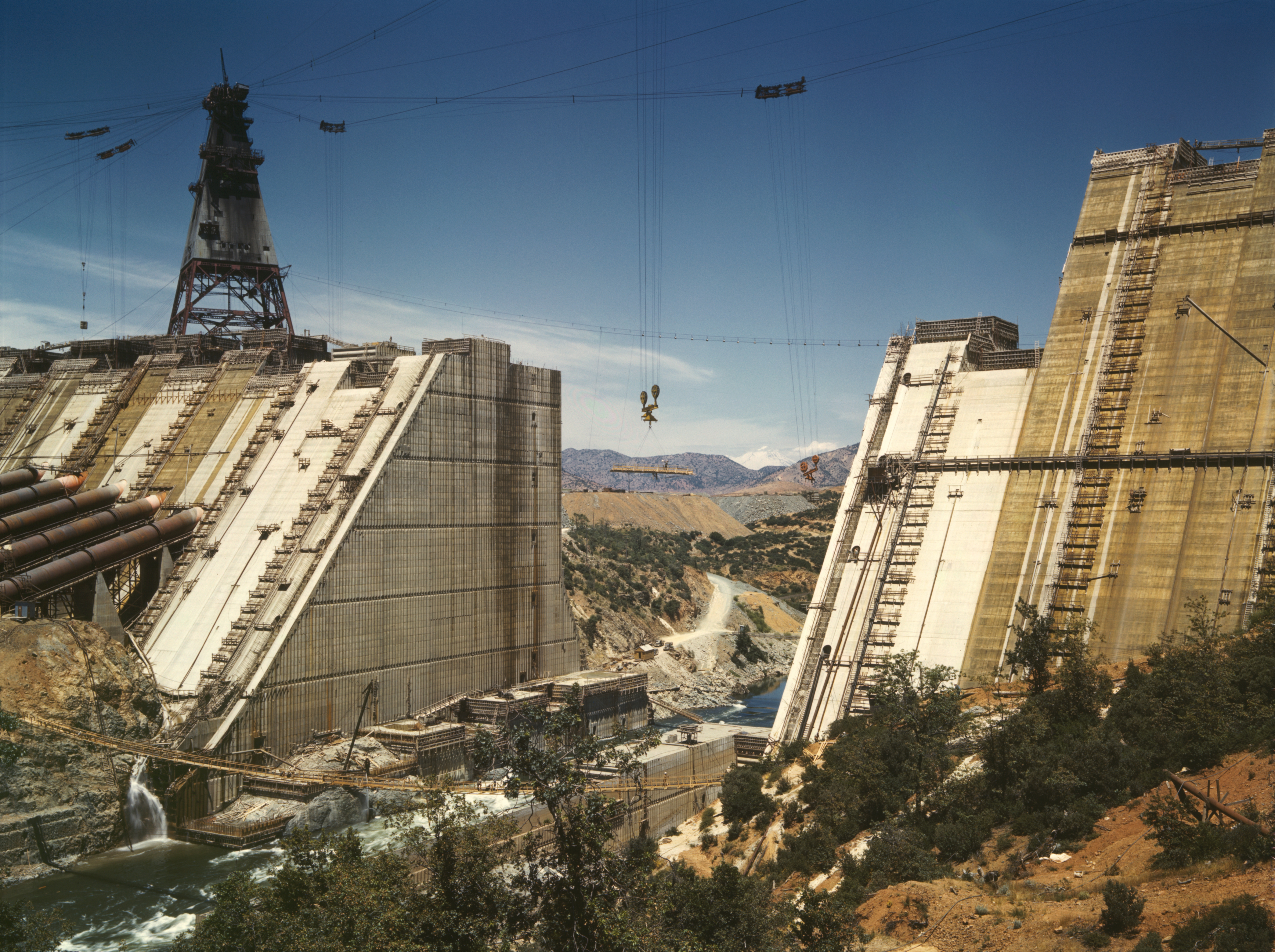
Barajul Dam în faza de construcţie, California, iunie 1942.

Barajul Shasta face parte din Trinity River Division al Proiectului Văii Centrale, și inițial a început să fie construit cu fonduri oferite de „Emergency Relief Appropriation Act din 1935” (autorizat în decembrie 1935; Barajul Shasta și Trinity Division fiind autorizate în August 1955).
Șantierul inițial de lucru, numit Kenett după o stație apropiată de cale ferată, a fost selectat de statul California ca parte din Proiectul Văii Centrale, din 1933. În orice caz, statul aflat în imposibilitatea de a găsi fonduri pentru construcția proiectului, a cerut ajutorul guvernului federal. Scopul Proiectului Văii Centrale este acela de a conserva apa, iar Barajul Shasta a fost construit în primul rând pentru a proteja Valea Centrală a Californiei de crizele de apă și de inundații. Acum Barajul oferă controlul inundațiilor, irigații și aprovizionarea cu apă potabilă, generarea curentului electric, oportunități de recreere și sporirea calității apei.
În septembrie 2004, legislația pentru cercetarea ridicării Barajului Shasta a fost aprobată. Cei care au sprijinit inițiativa, precum senatoarea Dianne Feinstein susțineau că nevoia de apă este urgentă. Oponenții, ca tribul Winnemem Wintu considerau că acest proiect este dăunător mediului înconjurător și că există alte tehnici de conservare a apei, în a căror cercetare se poate investi.

## Uzina hidroelectrică
La baza barajului se află o uzină hidroelectrică. Uzina are un capăt hidraulic de 100 m, iar cele cinci turbine Francis au o capacitate combinată de 610 MW. Este a patra cea mai mare uzină din California și cea mai mare uzină non-pumped-storage. Apa care manevrează turbinele curge prin 5 stăvilare care au 4,572 m în diametru, fiecare suficient de mare pentru a permite trecerea unui autobuz de școală. Pentru a manevra fiecare turbină cu generatorul plin este nevoie de 85 tone de apă pe secundă. Capacitatea este generată la 13.800 volți și este crescută până la 230 kV pentru distribuirea către consumatorii Californiei. Unele dintre aceste fire de 230 kV sunt conectate la Path 66, care face parte dintr-un mare proiect ce pune în legătura curentul transmis nord-sud, în partea vestică a Statelor Unite.

## Muntele Shasta
Conducând prin fața barajului se poate vedea Muntele Shasta, conul unui vulcan stins. Muntele se ridică la 4316 m deasupra nivelului mării și este cel mai mare munte vulcanic din partea continentală a Statelor Unite.
Statul Californian (cu puțin ajutor federal) a îmbunătățit structura barajului cu o armătura din oțel inoxidabil, pentru a-l proteja de cutremure.
Dacă vulcanul va erupe, în cel mai rău caz posibil, Statul California ar trebui să inunde și să evacueze Valea Sacramento într-o manieră planificată și responsabilă.

## Trivia
- Barajul Shasta este mai înalt decât Monumentul Washington, iar aria sa de deversare a apei în exces este de trei ori mai mare decât căderea cascadei Niagara.
- Conține suficient beton pentru a construi un trotuar de 0,9144 m lățime și 4 țoli grosime în jurul Pământului, la Ecuator.
- Este al doilea cel mai mare baraj din Statele Unite, după Barajul Grand Coulee de pe Râul Columbia din Washington.
- Fațada barajului acoperă 31 de acri, fiind echivalentul a șase terenuri de fotbal și stadioanele lor.
- Lacul Shasta este cel mai mare lac de acumulare din California, făcut de om.